# W (Unix)
w est une commande Unix abréviation de « Who », qui affiche tous les utilisateurs connectés et depuis quand.

## Exemple
```
jackpotte@tools-login:~$
 
w

 
16
:11:41
 
up
 
18
 
days,
 
18
:37,
 
27
 
users,
  
load
 
average:
 
0
.43,
 
0
.34,
 
0
.27
USER
     
TTY
      
FROM
              
LOGIN@
   
IDLE
   
JCPU
   
PCPU
 
WHAT
oren
     
pts/1
    
bastion1.pmtpa.w
 
12Jun13
 
10days
  
0
.35s
  
0
.00s
 
sshd:
 
oren
 
[
pri
cyberpow
 
pts/2
    
c-68-81-128-185.
 
01
:57
   
14
:10m
  
0
.40s
  
0
.40s
 
-bash
nettrom
  
pts/10
   
fjord.cs.umn.edu
 
11Jun13
 
20
:43m
  
0
.46s
  
0
.46s
 
-bash
petrb
    
pts/12
   
bastion3.pmtpa.w
 
04Jun13
 
18days
  
0
.38s
  
0
.38s
 
-bash
whym
     
pts/17
   
mosh
             
Wed01
    
3days
  
0
.36s
  
0
.00s
 
tmux
 
attach
whym
     
pts/18
   
mosh
             
Sun23
    
5days
  
0
.40s
  
0
.00s
 
tmux
 
attach
kolossos
 
pts/23
   
mosh
             
12Jun13
 
12days
  
0
.69s
 
11
:24
  
mosh-server
 
new
magnus
   
pts/27
   
cpc2-cmbg12-0-0-
 
16
:08
    
1
.00s
  
0
.53s
  
0
.11s
 
mysql
 
--default
liangent
 
pts/30
   
59
.66.189.65
     
11
:35
   
11
:13m
  
0
.77s
  
9
:55
  
mosh-server
 
new
oren
     
pts/32
   
bastion1.pmtpa.w
 
Mon22
    
6
:45m
  
0
.48s
  
0
.01s
 
sshd:
 
oren
 
[
pri
oren
     
pts/36
   
bzq-79-179-143-6
 
07
:56
    
7
:50m
  
0
.59s
  
0
.00s
 
sshd:
 
oren
 
[
pri
kolossos
 
pts/40
   
mosh
             
12Jun13
 
10days
  
7
.76s
 
10
:49
  
mosh-server
 
new
jackpott
 
pts/41
   
88
.164.137.127
   
16
:11
    
0
.00s
  
0
.40s
  
0
.00s
 
w
oren
     
pts/43
   
bastion1.pmtpa.w
 
Mon22
   
27
:23m
  
0
.64s
  
0
.00s
 
sshd:
 
oren
 
[
pri
oren
     
pts/46
   
bastion1.pmtpa.w
 
Mon22
    
3
:21m
  
0
.56s
  
0
.00s
 
sshd:
 
oren
 
[
pri
petrb
    
pts/47
   
mosh
             
10Jun13
 
12days
  
1
.38s
 
13
:43
  
mosh-server
 
new
petrb
    
pts/48
   
37
.188.231.109
   
15
:08
    
1
:01m
  
0
.48s
  
0
.48s
 
-/bin/bash
oren
     
pts/50
   
bastion1.pmtpa.w
 
Mon22
    
3
:21m
  
1
.05s
  
0
.00s
 
sshd:
 
oren
 
[
pri
whym
     
pts/60
   
mosh
             
Wed13
    
3days
  
0
.37s
  
0
.00s
 
tmux
 
attach
petrb
    
pts/62
   
mosh
             
Tue20
    
7days
  
0
.64s
  
9
:35
  
mosh-server
 
new
whym
     
pts/63
   
mosh
             
15
:24
   
54
:16
   
0
.25s
  
0
.00s
 
tmux
 
attach
petrb
    
pts/64
   
mosh
             
Tue21
    
3days
  
0
.45s
  
2
:31
  
mosh-server
 
new
wolf
     
pts/66
   
mosh
             
10
:20
   
10days
  
1
:03
  
18
:04
  
mosh-server
 
new
nettrom
  
pts/72
   
fjord.cs.umn.edu
 
Tue19
   
20
:37m
  
0
.92s
  
0
.92s
 
-bash
whym
     
pts/79
   
mosh
             
Thu01
    
2days
  
0
.34s
  
0
.00s
 
tmux
 
attach
jackpotte@tools-login:~$

```